# Subsecretaria de Articulação com Municípios
A Subsecretaria de Articulação com Municípios criada conforme o decreto estadual de São Paulo de número 63.367 atualmente denominada Subsecretaria  de  Convênios  com  Municípios  e  Entidades não Governamentais é responsável pela verificação e a elaboração de convênios entre o Governo do Estado de São Paulo e todos os municípios deste estado para o fornecimento de recursos visando a execução de obras de infraestrutura de interesse regional, tais como: recapeamento, projetos de estradas, pontes, etc... Conforme priorizadas no plano orçamentário do Estado de São Paulo definido pela Lei de diretrizes orçamentárias . Tem sua representação dada por escritórios regionais conforme listados a seguir. 
- Registro
- Baixada Santista
- Vale do Paraíba e Litoral Norte
- Sorocaba
- Campinas
- Ribeirão Preto
- Araçatuba
- Bauru
- São José do Rio Preto
- Presidente Prudente
- Marília
- São Carlos (Central)
- Barretos
- Franca

Esta instituição foi novamente instituída na então Secretaria de Planejamento e Gestão (Atualmente Secretaria da Fazenda e Planejamento do Estado de São Paulo ) depois de fazer parte do quadro institucional da secretaria da casa civil do governo paulista .